# Pjesma o trgovcu Kalašnjikovu
Pjesma o trgovcu Kalašnjikovu (rus. "Песнь про купца Калашникова") je ruski film redatelja Vasilija Gončarova.

## Radnja
Film je temeljen na istoimenoj pjesmi Mihaila Lermontova.

## Uloge
- Pjotr Čardinin
- Aleksandra Gončarova
- Andrej Gromov
- Ivan Potjomkin

## Vanjske poveznice
- Pesn pro kupca Kalašnikova na Kino Poisk